# República Autónoma de Baskortostán
La República Autónoma de Baskortostán fue un efímero Estado no reconocido formado durante la Guerra Civil Rusa. 
Proclamado por nacionalistas de la etnia baskir el 15 de noviembre de 1917 en Oremburgo organizados en una federación de pueblos del Volga. En julio de 1918 su capital fue ocupada por tropas de la legión checoslovaca como aliados. Los bolcheviques establecieron desde inicios de ese año una violenta campaña de represión contra los baskir, llevándolos a apoyar al movimiento blanco. Posteriormente, durante el año siguiente la región se volvió centro de encarnizados combates, cambiando varias veces de manos y sufriendo el pillaje de ambos bandos.
Sin embargo, para diciembre el distanciamiento con los blancos les hace trasladar la sede de gobierno a Temyasovo. Finalmente, el 20 de marzo de 1919 las autoridades del Ejército Blanco pusieron fin a su gobierno y los baskir pedirán ayuda a los bolcheviques a cambio de autonomía, que tres días después fundan la República Autónoma Socialista Soviética de Baskiria. Luego de la disolución de la URSS en 1991, se funda la República de Baskortostán que forma parte de las muchas subdivisiones de Rusia.